# Woman's World (magazine, 1884)
Woman's World est un magazine américain disparu en 1940.

## Histoire
Woman's World est un magazine publié aux États-Unis entre 1884 et 1940. Il ne situe pas au même niveau que le Good Housekeeping ou le Ladies' Home Journal mais il a su trouver son public.
Au milieu des années 1920, il est publié dans le format « drap de lit », 26 × 35 cm. C'est un magazine différent de celui actuellement[Quand ?] publié sous le même nom.

### Sources
http://www.magazineart.org/main.php/v/womens/womansworld/